# Cantone di Liberia
Il Cantone di Liberia è  cantone della Costa Rica facente parte della Provincia di Guanacaste. 
Confina ad Est con Bagaces, a Sud con Carrillo, ad Ovest con l'Oceano Pacifico e a Nord con La Cruz.

## Geografia antropica

### Suddivisioni amministrative
Il cantone  è suddiviso in 5 distretti:
- Cañas Dulces
- Curubandé
- Liberia
- Mayorga
- Nacascolo